# 陳銀輝
陳銀輝（1931年8月5日—2024年1月8日），臺灣戰後第一代畫家、美術教師；作品以半抽象繪畫聞名，多次擔任國內美展評審，從事教育四十年，1995年於國立台灣師範大學美術系退休，捐出其退休金，成立「陳銀輝油畫創作獎學金」。。現為師大美術系名譽教授、臺灣藝術研究院院士。。女兒爲華文女作家陳郁如。

## 生平

### 早年
陳銀輝出生於嘉義縣鹿草鄉，父親是日治時期的保正，因替人擔保負債以致家道中落，舉家搬遷至嘉義市經營「柑仔店」。1938年進入嘉義白川公學校（現大同國小）
就讀，小學時期即展現繪畫天分，經常代表學校對外參加各項比賽。1944年考上日本學生占多數的台南州立嘉義中學校，並在三年後以優異成績續升戰後高中部。中學時期正值國民政府接收臺灣，來自大陸的畫家席德進、吳學讓分別執教於該校初中部及高中部，由於陳銀輝美術成績表現優異而受到吳學讓的賞識，特別在課外給予指導，因此奠定深厚的繪畫基礎。1950年，同時考取台大工學院與師範學校藝術系（台師大美術系前身），毅然選擇藝術系。大學期間受前輩藝術家陳慧坤、馬白水、廖繼春、趙春翔、孫多慈、袁樞真等多位老師薰陶。

### 投身教職和創作
1957年，受師大藝術系系主任莫大元之邀回母校擔任助教，負責管理系上倉庫，並一邊繼續鑽研繪畫。據陳銀輝回憶，當時沒錢租房子，於是清出倉庫一角當作睡覺的地方，就住在那個擁擠、灰暗的空間長達6年。和妻子楊淑貞結婚後，夫妻倆經濟狀況不佳，依然住在倉庫。陳銀輝說，他和一樣學美術的妻子，除了作畫、研究畫冊，沒別的娛樂。兩人就在小小的空間，畫過一幅又一幅，很感謝妻子始終相隨，這段日子影響自己很深，更懂得關心學生。。1962年升等為講師，與擔任小學老師的夫人，利用課餘時間，為人設計月曆、製作圖表、畫肖像，甚至畫了不少國劇臉譜交給中華商場的店家賣給外國觀光客。1968升等為副教授。1971年升任為教授，六年後和陳景容應美國聖若望大學之邀，赴該校中山畫廊舉行聯展，之後並赴歐洲各國考察美術。在自助旅行的三個月期間，陳銀輝參觀各大美術館，瀏覽世界名家畫作，待美術館關門後，便利用時間在外速寫，為他日後的創作累積不少寶貴素材。之後，陳銀輝除了教學外，也到臺灣四處寫生，並先後遊歷了印度、尼泊爾、印尼、韓國、中國絲路、敦煌莫高窟、張家界、黃山等名勝。除了大量完成旅遊所見的寫生作品外，陳銀輝發展出以羊和女體為題材的作品，暗喻自己和夫人的情感。1995年於師大退休，捐出其退休金，成立「陳銀輝油畫創作獎學金」。

## 作品風格
陳銀輝與藍蔭棠、吳隆榮、陳正雄於1964年成立「心象畫會」(兩年後改組為世紀美術協會，陳正雄、楊炎傑退出，而增加孫明煌、劉文煒、陳景容、潘朝森四人)，在當時台灣現代藝術運動的背景下，許多畫會紛紛成立以發表對「現代」的主張。陳氏的創作追求「繪畫性」，個人生活和寫生經驗只是作畫的契機，目的並非自然形象表面的描摹或再現，而是藉自然的形態和色彩表現藝術家的自我。據他自述：「形體（Forme）的追求，畫面的構成，是我繪畫的首要目標；面對大自然，或身邊的一切物象，我都把它們還元[原]為「形」與「色」的組合」。陳銀輝時常持畫筆、畫刀併用作畫，有時用手指頭摸，用布擦，或用竹片刮等等，自由地隨手運用工具。在他的風景和靜物畫中，觀者看到的是線條、塊面造型、肌理、色彩的交響組合，呈現出藝術家所經營的獨特詩意。

## 獲獎紀錄
| 1956 年 | 作品〈紅亭〉首次入選第19屆臺陽美展、〈雞舍〉首次入選第11屆「省展」                |
| 1961 年 | 臺北西區扶輪社美術部「扶輪獎」                                                    |
| 1980 年 | 68年度油畫部「金爵獎」                                                            |
| 1986 年 | 「中山文藝創作獎」                                                                |
| 1991 年 | 「林本源中華文化教育獎」、膺選為80學年度大學暨獨立學院教學特優教師                |
| 1995 年 | 獲國立臺灣師範大學呂溪木校長特頒「杏壇揚芬‧藝苑長春」獎牌。                       |
| 2000 年 | 第63屆臺陽美展「楊三郎獎」                                                        |
| 2003 年 | 「第26屆吳三連藝術獎」                                                            |
| 2006 年 | 「文建會第8屆文馨獎」                                                             |
| 2007 年 | 應聘為師大藝術學院美術系名譽教授、「96年榮譽文藝獎章」、膺選為師大第7屆傑出校友。 |

製表參考《畫道‧行者‧陳銀輝》

### 文獻
- 倪朝龍. . 臺北: 藝術家出版社. 2016-11-15. ISBN 9789860496659.
- 張美華等. . 臺北: 臺北市立美術館. 2009-06-01. ISBN 9789860190526.